# Belgique aux Jeux olympiques d'hiver de 2006
Cet article contient des informations sur la participation et les résultats de la Belgique aux Jeux olympiques d'hiver de 2006 à Turin en Italie. Elle était représentée par cinq athlètes.

## Médailles
|          | Médaille d'or | Médaille d'argent | Médaille de bronze | Total |
| -------- | ------------- | ----------------- | ------------------ | ----- |
| Belgique | 0             | 0                 | 0                  | 0     |

## Épreuves

### Patinage artistique
Hommes
- Kevin Van der Perren

### Patinage de vitesse
5000m H
- Bart Veldkamp

10000m H
- Pierre - Yves Goffin

### Short-track
500m H
- Wim De Deyne
- Pieter Gysel

1000m H
- Wim De Deyne
- Pieter Gysel

1500m H
- Pieter Gysel